# Abacetus voltae
Abacetus voltae is een keversoort uit de familie van de loopkevers (Carabidae). De wetenschappelijke naam van de soort is voor het eerst geldig gepubliceerd in 1901 door Tichon Sergejevitsj Tsjitsjerin.